# Рой, Александр Иванович
Александр Иванович Рой (род. 7 декабря 1957, Марганец, Днепропетровская область) — бригадир комплексной бригады шахты № 9/10 ОАО «Марганецкий горно-обогатительный комбинат», Днепропетровская область, Герой Украины (2003). 

## Биография
Родился 7 декабря 1957 года в городе Марганец, Днепропетровской области. Украинец.
Окончил Марганецкий горный техникум (1972—1976), техник-механик, «Техническое обслуживание и ремонт автомобилей».
Работал шахтёром, затем бригадиром на шахте № 9/10 ОАО «Марганецкий горно-обогатительный комбинат», город Марганец.

### Семья
- Отец — Иван Салифонтьевич (1930—1976).
- Мать — Любовь Андреевна (род. 1928).
- Жена — Светлана Валерьевна (род. 1965).
- Дети — Татьяна (род. 1980), Анастасия (род. 1983), Иван (род. 1985), Евгений (род. 1986).

## Награды
- Герой Украины (с вручением ордена Деражавы, 21.08.2003 — за достижения выдающихся производственных результатов в добыче руды, самоотверженный труд и трудовую доблесть);
- знак «Шахтёрская слава» 3-й степени (1987);
- Заслуженный работник промышленности Украины (1998).